# Bahnstrecke Nakhon Ratchasima–Nong Khai
| Bahnhof Nakhon Ratchasima |                     |                                                       |                                                       |
| Streckenlänge: | 359 km              |                                                       |                                                       |
| Spurweite: | 1000 mm (Meterspur) |                                                       |                                                       |
| |                     |                                                       |                                                       |
| \| \| \| Nordostbahn von Bangkok \| \| \| \| 263,65 \| Nakhon Ratchasima \| Nakhon Ratchasima \| \| \| 266,28 \| Thanon Chira Junction \| Thanon Chira Junction \| \| \| \| nach Ubon Ratchathani \| \| \| \| 272,50 \| Ban Ko \| Ban Ko \| \| \| 277,50 \| Sa Thammakhan \| Sa Thammakhan \| \| \| 284,67 \| Ban Kradon \| Ban Kradon \| \| \| 288,13 \| Ban Nong Kan Nga \| Ban Nong Kan Nga \| \| \| 289,78 \| Nong Maeo \| Nong Maeo \| \| \| 295,08 \| Non Sung \| Non Sung \| \| \| 302,19 \| Ban Dong Phlong \| Ban Dong Phlong \| \| \| 308,20 \| Ban Makha[Anm. 1] \| 167 m \| \| \| 311,38 \| Noen Thua Paep \| Noen Thua Paep \| \| \| 315,65 \| Phon Songkhram \| Phon Songkhram \| \| \| 320,35 \| Ban Don Yai \| Ban Don Yai \| \| \| 326,80 \| Mueang Khong \| Mueang Khong \| \| \| 333,67 \| Ban Rai \| Ban Rai \| \| \| 335,71 \| Non Thong Lang \| Non Thong Lang \| \| \| 342,50 \| Huai Rahat \| Huai Rahat \| \| \| \| von Kaeng Khoi Junction \| \| \| \| 345,50 \| Bua Yai Junction \| Bua Yai Junction \| \| \| 351,20 \| Noen Sawat seit 1960 \| Noen Sawat seit 1960 \| \| \| 357,36 \| Nong Bua Lai \| Nong Bua Lai \| \| \| 362,44 \| Sala Din \| Sala Din \| \| \| 370,04 \| Nong Makhuea \| Nong Makhuea \| \| \| 377,66 \| Mueang Phon \| Mueang Phon \| \| \| 385,97 \| Chot Nong Kae \| Chot Nong Kae \| \| \| 396,82 \| Ban Hat \| Ban Hat \| \| \| 407,72 \| Ban Phai \| Ban Phai \| \| \| 422,60 \| Ban Haet \| Ban Haet \| \| \| 431,59 \| Nong Mek \| Nong Mek \| \| \| 439,81 \| Tha Phra \| Tha Phra \| \| \| 441,61 \| Mae Nam Chi (110 m) \| Mae Nam Chi (110 m) \| \| \| 444,06 \| Kut Kwang \| Kut Kwang \| \| \| 449,75 \| Khon Kaen \| Khon Kaen \| \| \| 460,71 \| Samran \| Samran \| \| \| 467,00 \| Huai Hai \| Huai Hai \| \| \| 474,93 \| Non Phayom \| Non Phayom \| \| \| 476,46 \| (140 m) \| (140 m) \| \| \| 480,45 \| Ban Wang Chai \| Ban Wang Chai \| \| \| 484,21 \| Nam Phong \| Nam Phong \| \| \| 489,95 \| Huai Siao \| Huai Siao \| \| \| 500,51 \| Khao Suan Kwang \| Khao Suan Kwang \| \| \| 514,45 \| Non Sa-at \| Non Sa-at \| \| \| 523,40 \| Huai Koeng \| Huai Koeng \| \| \| 532,50 \| Kumphawapi \| Kumphawapi \| \| \| 537,75 \| Ban Dong Ruan \| Ban Dong Ruan \| \| \| 542,75 \| Huai Sam Phat \| Huai Sam Phat \| \| \| 550,65 \| Nong Takai \| Nong Takai \| \| \| 562,05 \| Kham Kling \| Kham Kling \| \| \| 565,40 \| Nong Khon Kwang \| Nong Khon Kwang \| \| \| 568,84 \| Udon Thani \| Udon Thani \| \| \| 575,75 \| Nong Tum \| Nong Tum \| \| \| 584,50 \| Ban Khao \| Ban Khao \| \| \| 593,00 \| Na Phu \| Na Phu \| \| \| 598,10 \| Khok Chang \| Khok Chang \| \| \| 602,00 \| Nong Bua Ngoen \| Nong Bua Ngoen \| \| \| 610,95 \| \| \| \| \| 617,84 \| Na Tha bis 1958: Nong Khai \| Na Tha bis 1958: Nong Khai \| \| \| 621,10 \| Nong Khai bis 2000: Nong Khai Mai \| Nong Khai bis 2000: Nong Khai Mai \| \| \| 621,91 \| \| \| \| \| 623,58 \| Talat Nong Khai bis 2000: Nong Khai, 2008 geschlossen \| Talat Nong Khai bis 2000: Nong Khai, 2008 geschlossen \| \| \| 623,76 \| Mekong, Freundschaftsbrücke (1170 m) \| Mekong, Freundschaftsbrücke (1170 m) \| \| \| \| Laos: Bahnstrecke Nong Khai–Vientiane \| \| \| \| \| \| \| \| Anmerkungen und Quellen:[1][Anm. 2] \| \| \| \| |                     |                                                       |                                                       |
| Strecke |                     | Nordostbahn von Bangkok                               | Nordostbahn von Bangkok                               |
| Bahnhof | 263,65              | Nakhon Ratchasima                                     | Nakhon Ratchasima                                     |
| Bahnhof | 266,28              | Thanon Chira Junction                                 | Thanon Chira Junction                                 |
| Abzweig geradeaus und nach rechts |                     | nach Ubon Ratchathani                                 | nach Ubon Ratchathani                                 |
| Bahnhof | 272,50              | Ban Ko                                                | Ban Ko                                                |
| ehemaliger Bahnhof | 277,50              | Sa Thammakhan                                         | Sa Thammakhan                                         |
| Bahnhof | 284,67              | Ban Kradon                                            | Ban Kradon                                            |
| Bahnhof | 288,13              | Ban Nong Kan Nga                                      | Ban Nong Kan Nga                                      |
| Bahnhof | 289,78              | Nong Maeo                                             | Nong Maeo                                             |
| Bahnhof | 295,08              | Non Sung                                              | Non Sung                                              |
| Bahnhof | 302,19              | Ban Dong Phlong                                       | Ban Dong Phlong                                       |
| Bahnhof | 308,20              | Ban Makha                                             | 167 m                                                 |
| Bahnhof | 311,38              | Noen Thua Paep                                        | Noen Thua Paep                                        |
| Bahnhof | 315,65              | Phon Songkhram                                        | Phon Songkhram                                        |
| Bahnhof | 320,35              | Ban Don Yai                                           | Ban Don Yai                                           |
| Bahnhof | 326,80              | Mueang Khong                                          | Mueang Khong                                          |
| Bahnhof | 333,67              | Ban Rai                                               | Ban Rai                                               |
| Bahnhof | 335,71              | Non Thong Lang                                        | Non Thong Lang                                        |
| Bahnhof | 342,50              | Huai Rahat                                            | Huai Rahat                                            |
| Abzweig geradeaus und von links |                     | von Kaeng Khoi Junction                               | von Kaeng Khoi Junction                               |
| Bahnhof | 345,50              | Bua Yai Junction                                      | Bua Yai Junction                                      |
| Bahnhof | 351,20              | Noen Sawat seit 1960                                  | Noen Sawat seit 1960                                  |
| Bahnhof | 357,36              | Nong Bua Lai                                          | Nong Bua Lai                                          |
| Bahnhof | 362,44              | Sala Din                                              | Sala Din                                              |
| Bahnhof | 370,04              | Nong Makhuea                                          | Nong Makhuea                                          |
| Bahnhof | 377,66              | Mueang Phon                                           | Mueang Phon                                           |
| ehemaliger Bahnhof | 385,97              | Chot Nong Kae                                         | Chot Nong Kae                                         |
| Bahnhof | 396,82              | Ban Hat                                               | Ban Hat                                               |
| Bahnhof | 407,72              | Ban Phai                                              | Ban Phai                                              |
| Bahnhof | 422,60              | Ban Haet                                              | Ban Haet                                              |
| Bahnhof | 431,59              | Nong Mek                                              | Nong Mek                                              |
| Bahnhof | 439,81              | Tha Phra                                              | Tha Phra                                              |
| Brücke über Wasserlauf | 441,61              | Mae Nam Chi (110 m)                                   | Mae Nam Chi (110 m)                                   |
| Bahnhof | 444,06              | Kut Kwang                                             | Kut Kwang                                             |
| Bahnhof | 449,75              | Khon Kaen                                             | Khon Kaen                                             |
| Bahnhof | 460,71              | Samran                                                | Samran                                                |
| ehemaliger Bahnhof | 467,00              | Huai Hai                                              | Huai Hai                                              |
| Bahnhof | 474,93              | Non Phayom                                            | Non Phayom                                            |
| Brücke | 476,46              | (140 m)                                               | (140 m)                                               |
| Bahnhof | 480,45              | Ban Wang Chai                                         | Ban Wang Chai                                         |
| Bahnhof | 484,21              | Nam Phong                                             | Nam Phong                                             |
| Bahnhof | 489,95              | Huai Siao                                             | Huai Siao                                             |
| Bahnhof | 500,51              | Khao Suan Kwang                                       | Khao Suan Kwang                                       |
| Bahnhof | 514,45              | Non Sa-at                                             | Non Sa-at                                             |
| Bahnhof | 523,40              | Huai Koeng                                            | Huai Koeng                                            |
| Bahnhof | 532,50              | Kumphawapi                                            | Kumphawapi                                            |
| ehemaliger Bahnhof | 537,75              | Ban Dong Ruan                                         | Ban Dong Ruan                                         |
| Bahnhof | 542,75              | Huai Sam Phat                                         | Huai Sam Phat                                         |
| Bahnhof | 550,65              | Nong Takai                                            | Nong Takai                                            |
| Bahnhof | 562,05              | Kham Kling                                            | Kham Kling                                            |
| Bahnhof | 565,40              | Nong Khon Kwang                                       | Nong Khon Kwang                                       |
| Bahnhof | 568,84              | Udon Thani                                            | Udon Thani                                            |
| Bahnhof | 575,75              | Nong Tum                                              | Nong Tum                                              |
| ehemaliger Bahnhof | 584,50              | Ban Khao                                              | Ban Khao                                              |
| Bahnhof | 593,00              | Na Phu                                                | Na Phu                                                |
| Bahnhof | 598,10              | Khok Chang                                            | Khok Chang                                            |
| Bahnhof | 602,00              | Nong Bua Ngoen                                        | Nong Bua Ngoen                                        |
| ehemaliger Bahnhof | 610,95              |                                                       |                                                       |
| Bahnhof | 617,84              | Na Tha bis 1958: Nong Khai                            | Na Tha bis 1958: Nong Khai                            |
| Bahnhof | 621,10              | Nong Khai bis 2000: Nong Khai Mai                     | Nong Khai bis 2000: Nong Khai Mai                     |
| Strecke von links (außer Betrieb) · Abzweig geradeaus und ehemals nach rechts | 621,91              |                                                       |                                                       |
| Kopfbahnhof Streckenende (Strecke außer Betrieb) · Strecke | 623,58              | Talat Nong Khai bis 2000: Nong Khai, 2008 geschlossen | Talat Nong Khai bis 2000: Nong Khai, 2008 geschlossen |
| Grenze auf Brücke über Wasserlauf | 623,76              | Mekong, Freundschaftsbrücke (1170 m)                  | Mekong, Freundschaftsbrücke (1170 m)                  |
| Strecke |                     | Laos: Bahnstrecke Nong Khai–Vientiane                 | Laos: Bahnstrecke Nong Khai–Vientiane                 |
| |                     |                                                       |                                                       |
| Anmerkungen und Quellen: |                     |                                                       |                                                       |

Die Bahnstrecke Nakhon Ratchasima–Nong Khai war nach der Bahnstrecke Nakhon Ratchasima–Ubon Ratchathani die zweite Verlängerung der thailändischen Nordostbahn. Ihre Kilometrierung zählt von Bangkok Hua Lamphong.

## Bau

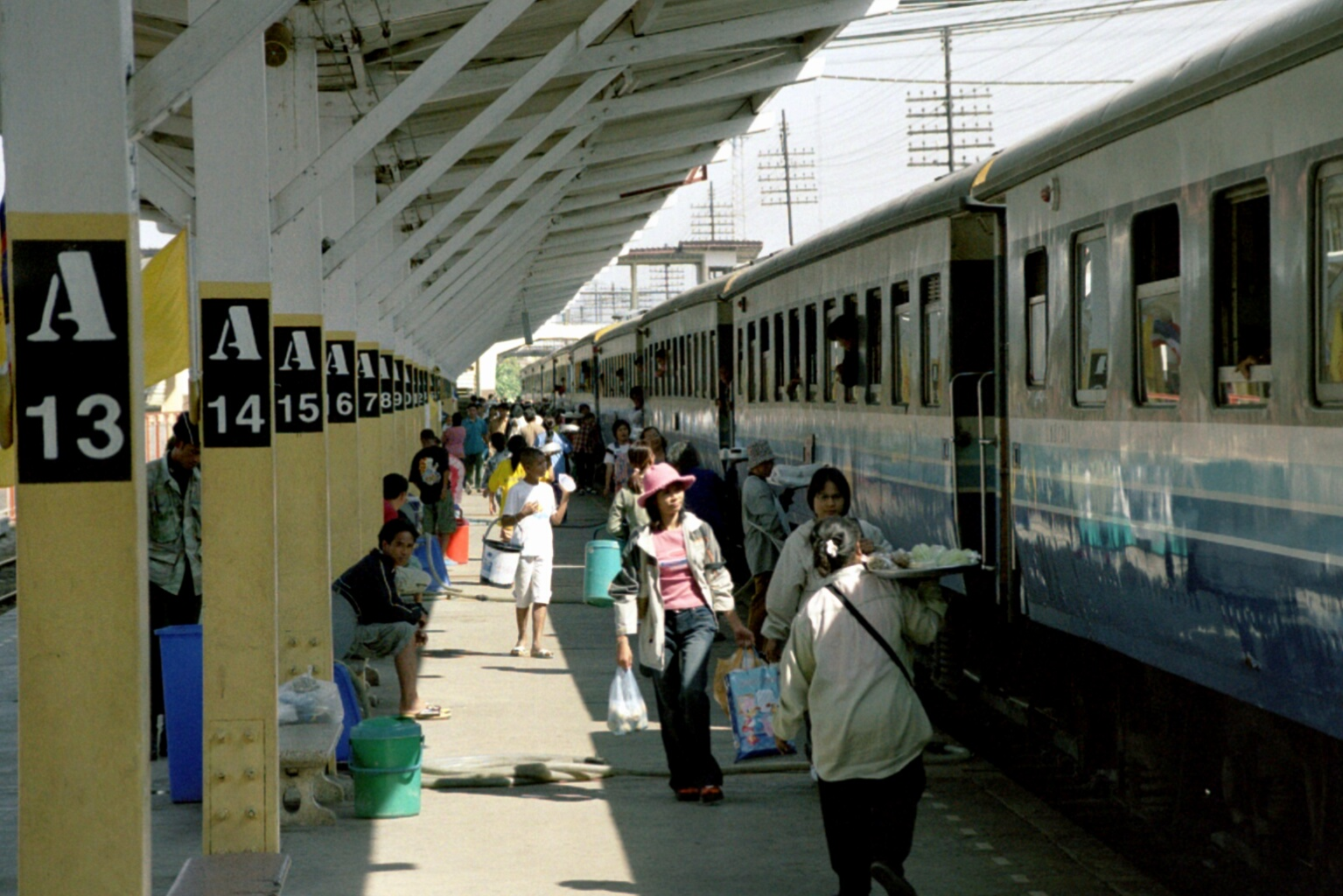
Bahnsteig in Nakhon Ratchasima (2004)

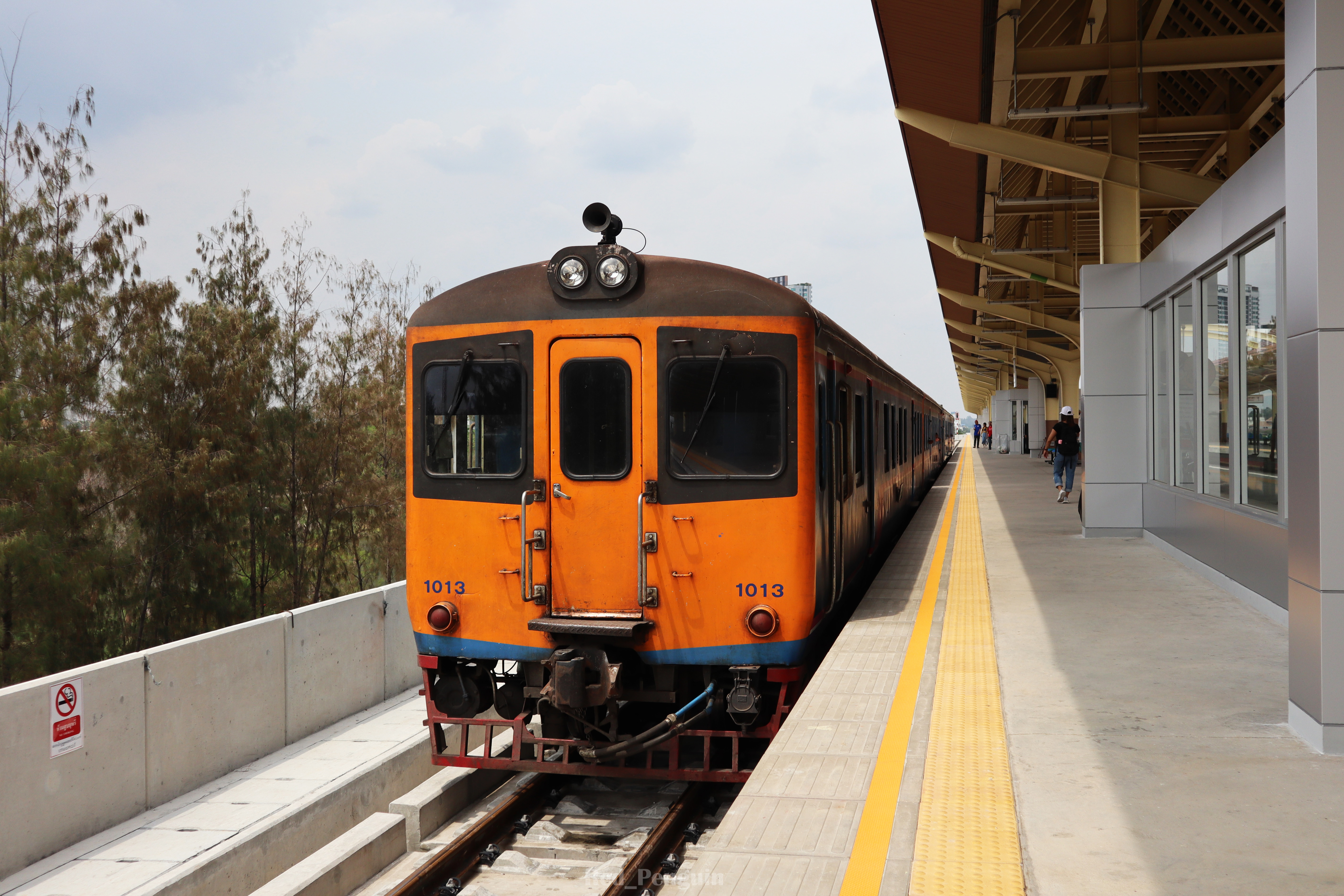
Barrierefreier Bahnhof Khon Kaen (2019)

Der Bau der Strecke wurde 1924 begonnen. Ursprünglich vorgesehener Endbahnhof war Khon Kaen, jedoch wurde 1930 entschieden, die Strecke bis an den Mekong zu führen. Der Baufortschritt aber war langsam: In den 1930er-Jahren litt der Bahnbau unter der weltweiten Wirtschaftsrezession. 1932 kam es in Siam zu einem Umsturz durch fortschrittliche Kräfte, die der absoluten Monarchie ein Ende setzten. Dies wurde dann mit einem Gegenputsch konservativer Kräfte beantwortet. Erst 1941 wurde Udon Thani aufgrund militärischer Bedürfnisse erreicht: Thailand führte 1940/1941 um seine Grenze zu Französisch-Indochina mit dem in Europa durch Deutschland im Zweiten Weltkrieg besetzten Frankreich einen Krieg um Gebiete in Indochina, die es 1904 und 1907 hatte abtreten müssen.

## Weiterführende Projekte

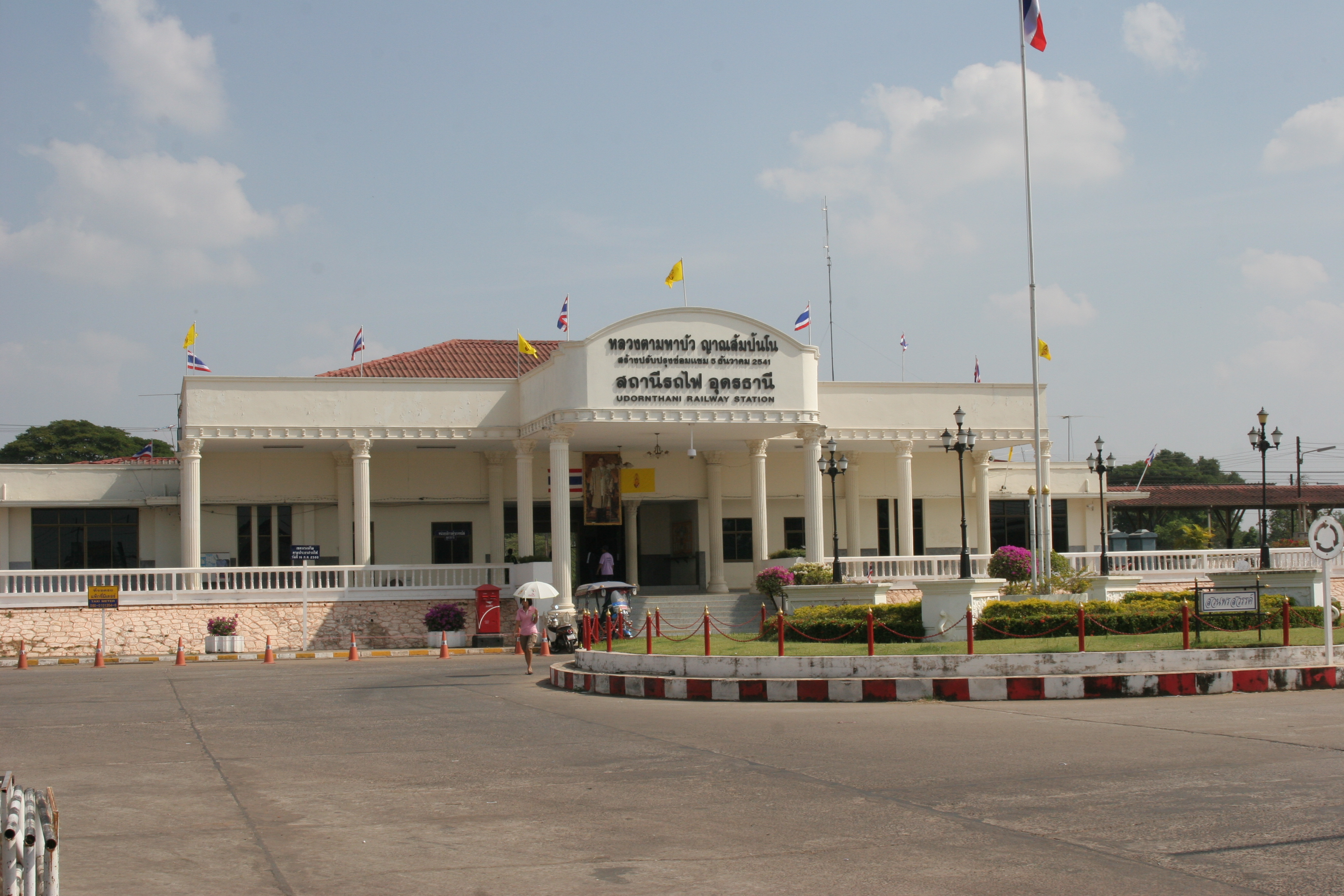
Empfangsgebäude Udon Thani (2013)

Mit der Erweiterung des Bauprogramms 1930 war eine Zweigstrecke vorgesehen, die von Kumphawapi nach Osten bis Nakhon Phanom führen sollte und letztendlich auf einen Eisenbahnanschluss nach Französisch-Indochina, Laos und Vietnam, zielte. Aber weder diese siamesische Strecke noch die indochinesische wurde je fertiggestellt.
Auch die Japaner, mit denen Thailand im Zweiten Weltkrieg verbündet war, hatten großes Interesse an einer Bahnstrecke, die das thailändische und das vietnamesische Eisenbahnnetz verband. Letztendlich wurde dafür als Ausgangspunkt der 1943 bestehende Streckenkopf, Udon Thani, ausgewählt. Zum Bau aber reichten die Ressourcen in der Endphase des Krieges nicht mehr, so dass 1945 die Entscheidung getroffen wurde, die Strecke auf kürzestem Weg an den Mekong, nach Nong Khai, zu führen. Von dort sollte die Transportlinie auf dem Fluss per Schiff weitergeführt werden. Das Kriegsende verhinderte zunächst auch die Umsetzung dieses Plans.

## Verlängerung

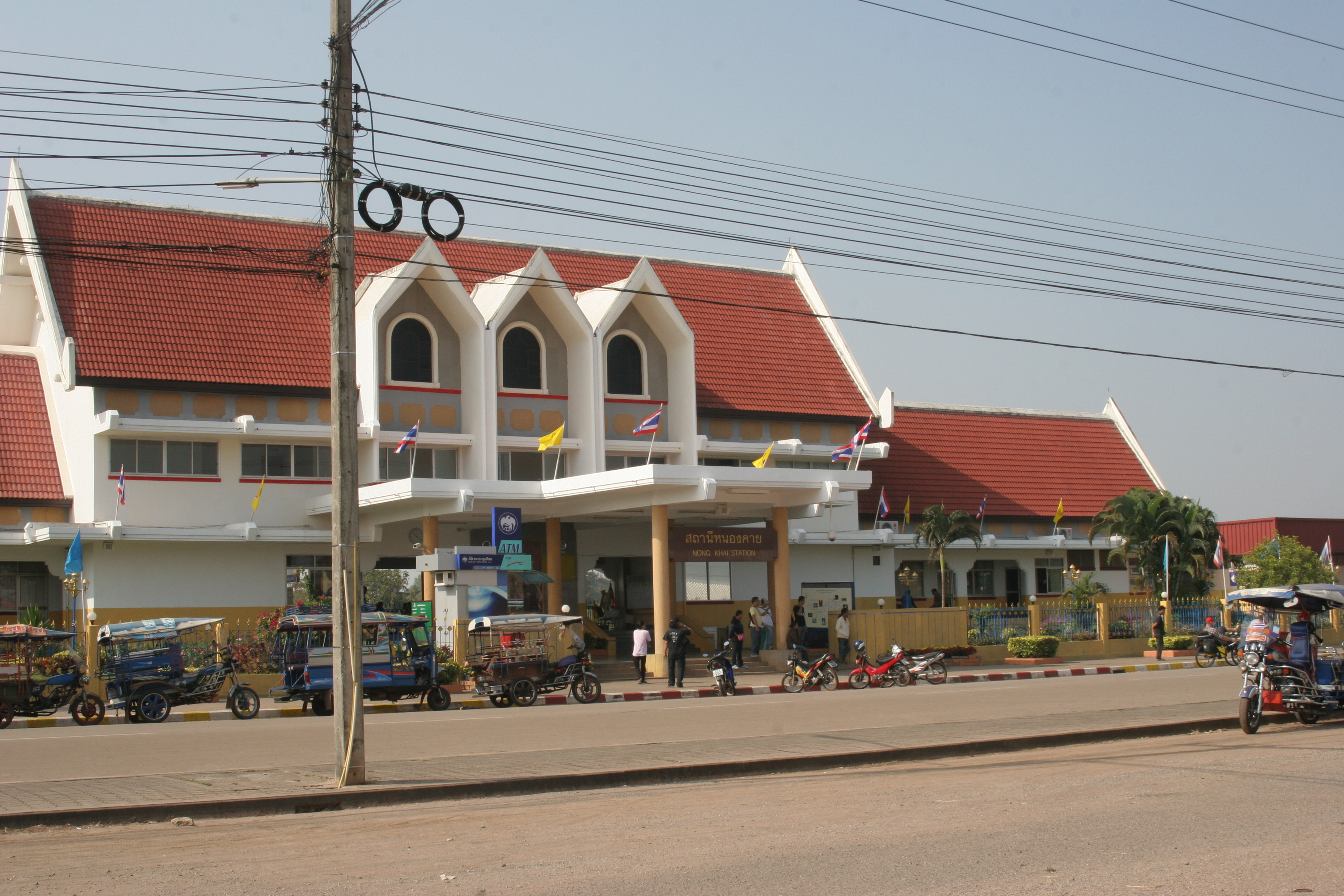
Empfangsgebäude des neuen Bahnhofs von Nong Khai (ehemals Nong Khai Mai) (2013)

Nach dem Krieg stand zunächst einmal die Reparatur der durch alliierte Bombenangriffe schwer beschädigte Eisenbahninfrastruktur an, Neubauten mussten zurückstehen. Aber mit dem Aufkommen des Kalten Krieges bestand nun seitens der neuen US-Schutzmacht ein erhebliches strategisches Interesse, die Strecke nach Nong Khai zu errichten. Thailand erhielt entsprechende Unterstützung. So konnte die Strecke in zwei Etappen am 13. September 1955 bis Na Tha in der Provinz Nong Khai eröffnet werden, im Juli 1958 wurde der Mekong in Nong Khai erreicht.

Stillgelegter Abzweig zum alten Bahnhof Nong Khai bei Kilometer 621,91

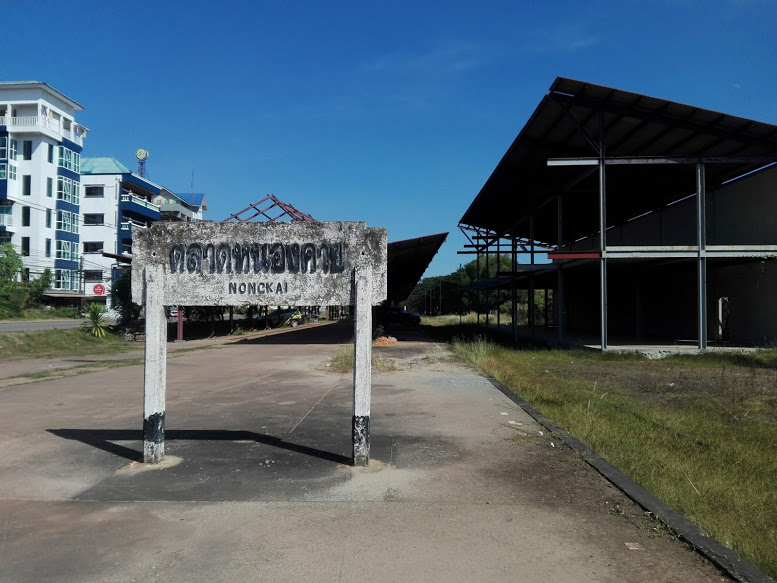
Ehemaliger Bahnhof von Nong Khai (Talat Nong Khai) in der Nähe des Mekong (2019)

1994 wurde von Nong Khai aus ein Streckenast zur und auf der Ersten Thailändisch-Laotischen Freundschaftsbrücke verlegt. Dieser wurde aber erst 15 Jahre später nach Laos verlängert und 2009 in Betrieb genommen.
Dazu wurde der bisherige Endbahnhof der Strecke, der für den Anschluss der neuen Strecke zu weit östlich lag, 2000 von Nong Khai in Talat Nong Khai umbenannt, 2008 dann aber – bereits längere Zeit nicht mehr genutzt – geschlossen. Der an der Strecke Richtung Bangkok nächstgelegene Bahnhof, der auch Abzweigbahnhof für die Strecke nach Laos ist, wurde dagegen von Nong Khai Mai in Nong Khai umbenannt und fungierte nun als „Hauptbahnhof“ für Nong Khai.

## Verkehr Bangkok–Nong Khai
Über die gesamte Strecke der Nordostbahn und der Bahnstrecke Nakhon Ratchasima–Nong Khai werden täglich drei Zugpaare zwischen Bangkok und Nong Khai angeboten. In nördlicher Richtung sind das ausschließlich Nachtzüge, einer ein DRC-Schnellzug. Dieser befährt in der Gegenrichtung als einziger Zug die Gesamtstrecke tagsüber. Außerdem befährt hin und wieder der Luxuszug Eastern and Oriental Express die Strecke auf dem Weg nach Laos. Seit der Eröffnung der grenzüberschreitenden Eisenbahnverbindung im Jahr 2009, hat sich der Güterverkehr stetig erhöht.
Seit 2024 fahren die durchgehenden Züge von Bangkok Richtung Laos und zurück nicht mehr über Nakhon Ratchasima, sondern verkehren über die Bahnstrecke Kaeng Khoi Junction–Bua Yai Junction. Zwischen Nakhon Ratchasima und Nong Khai verkehrt täglich ein Zugpaar. Mehrere Züge pro Tag fahren auf Teilstrecken.